# Droideka
Los droidekas o droides destructores son unos droides de la saga de ficción la Guerra de las Galaxias.
Son robots de tres patas y dos brazos mecánicos provistos de cañones gemelos que habían sido diseñados por una especie llamada Colicoid. Estos los intercambiaron por alimentos y así la Federación de comercio obtuvo su "guardia pretoriana". Los droidekas estaban provistos de escudos de energía que evitaban que armas láser normales les dañasen.
En Naboo, fueron usados a bordo del crucero insignía de la Federación, para repeler a los Jedi Obi-Wan Kenobi y Qui-Gon Jinn. También estuvieron bajo el servicio de la Federación de comercio y la Confederación de Sistemas Independientes en las batallas de Naboo, Geonosis, Utapau, Coruscant, Kashyyyk y otras más a lo largo de las Guerras Clon.
Los droidekas, a diferencia de la gran mayoría de droides de la Confederación, no fueron desactivados tras las Guerras Clon. El Imperio, entre muchas otras facciones, los continuaron usando dada su gran valía.
Los Droideka son la unidad de infantería pesada. Estos robots pueden transformarse, aparecen en primer lugar en una "rueda", permitiendo movimientos rápidos y de fácil almacenamiento y, a continuación, se desarrollan en insectos-ataque-como robots con tres patas. Los droidekas tienen poderosos Blasters dobles en cada una de sus armas, la extrema precisión a corta distancia, y un generador de escudo personal. El droidekas utilizaron sus generadores de escudo en el episodio La amenaza fantasma y La venganza de los Sith para protegerse a sí mismos. Estos escudos son muy valiosos en el campo de batalla, ya que son altamente resistentes a disparos de armas pequeñas (aunque no lo suficientemente fuerte como para resistir un vehículo o un caza). Debido a sus escudos y la fuerza de sus Blasters, el droidekas pueden parar a algunos caballeros Jedi. Ellos se desplegaron en Naboo, así como Geonosis y Coruscant, y son principalmente propiedad de la Federación de Comercio y la Confederación de Sistemas Independientes.
Los robots destructores en realidad vienen en dos series: blindados y unidades de infantería. Las unidades de infantería no se producen con escudos porque tácticamente sus escudos pueden ser de obstáculo a su propia infantería tratando de fuego en el enemigo, y también a reducir drásticamente los costos. 40 de Infantería Tipo droidekas pueden ser transportados en el Open Cámara tipo MTT. El fuego droideka puede hasta 240 explosiones doble de un minuto. Es prácticamente imposible para la infantería enemiga poder derrotar a una escuadra de ellos en buen momento (incluso si no están protegidos). Sin embargo, se recomienda que los droidekas círculo "en torno a ellos o ir directamente cerca de ellos y entre sus gemelos Blasters, que no pueden pegarles a sus enemigos. En La amenaza fantasma, cuando los robots son los primeros vistos, que haya que dejar sus escudos como los que persiguen que huyen de Jedi. Esto fue bien porque el escudo era un obstáculo a la circulación, o porque se ataca un enemigo con el que huyen de ningún modo de ataque. En Star Wars: Guerras clon, Ashoka y Anakin por destruir una parada, mientras que el robot da caza en el modo de pelota y cortar por la mitad antes de que pueda poner sus escudos. En otro episodio, algunos Droidekas fueron capaces abrir fuego, mientras que la laminación.
De acuerdo con la ampliación del universo, el diseño original fue desarrollado por el pueblo de insectoid Colla IV, que fueron disgustados por las limitaciones de la lucha contra la Baktoid Autómatas básicos de robots de batalla, y principalmente fabricados allí. El Colicoids prefieren tener sus droidekas de libre pensamiento a diferencia de la Federación de Comercio que usa métodos de control de la nave robot a través de ordenador, así que la mayoría de droidekas que son nativas de Colla IV son de libre pensamiento. La Federación de Comercio, y presumiblemente la Confederación, utilizado en el comercio de carnes raras como una manera de facilitar la negociación con el ravenously carnívoras Colicoids, y pudieron obtener precios especiales en estos robots especiales de infantería. Antes de la Federación de la derrota en la Batalla de Naboo, estos robots normalmente se esclavizado a una computadora central, aunque esta técnica se redujo a cabo en favor de las secuelas de esta batalla. Aunque los robots no se muestran en masa en las películas (principalmente de ataque de los clones y La venganza de los Sith), que siguen siendo producidos en masa (en números comparables a los androides Super Batalla), con especificaciones completas. A droideka hecho un poco después de la aparición Prequel era en la búsqueda de sobrevivientes, donde resultó un formidable oponente de Luke Skywalker y su esposa, Mara Jade. El universo ampliado de los medios de comunicación también reveló que el droideka es ilegal por los códigos de la república
- Datos: Q4349606